# 布萊金厄
布萊金厄（瑞典語：Blekinge），瑞典舊省之一，位於瑞典南部約塔蘭地區，與斯莫蘭和斯科訥兩個舊省陸上接壤，毗邻波罗的海。它是仅次于厄兰岛的瑞典第二小旧省。“Blekinge”这个名字来自于方言形容词“bleke”，对应航海术语中的“极度平静”。

## 行政区划
瑞典历史上的各省没有行政职能。然而，布莱金厄是除哥得兰岛外唯一一个与对应行政省布莱金厄省完全重合的省份。
1660年，布莱金厄在瑞典国王卡尔十世·古斯塔夫的葬礼上被授予纹章。布莱金厄纹章以其15世纪的印章图样为基础。纹章主体树干上套有象征瑞典王室的三王冠，标志着这个前丹麦省份的主权地位变化。

## 外部連結
- Blekinge.se （页面存档备份，存于）

1. ↑  . popularhistoria.se. 2017-03-23  [2023-04-27]. （原始内容存档于2022-11-06） （瑞典语）.